# Bernhard Häring
Bernhard Häring (Böttingen, 10 novembre 1912 – Gars am Inn, 3 luglio 1998) è stato un teologo tedesco.
Bernhard Häring è stato uno dei fondatori dell'Accademia Alfonsiana e viene considerato dai suoi successori il più grande teologo morale cattolico del XX secolo.

## Biografia
A 12 anni entrò in seminario e diventò Redentorista e quindi missionario in Brasile.
Giovane prete, allo scoppio della Seconda Guerra Mondiale venne arruolato nel corpo medicale della Werhmacht, l’esercito tedesco. Fu al servizio delle popolazioni civili e militari in Francia, Polonia e Russia, sia nel settore religioso che in quello medico.
Durante la ritirata dei tedeschi da Stalingrado convinse i suoi compagni a procedere senza usare le armi. 

Fu professore dell'Accademia Alfonsiana dal 1949 al 1987; uno dei suoi detti di spirito francescano è:
Nel suo cammino teologico ebbe scontri anche con la stessa Chiesa cattolica, infatti fu in aperto contrasto con l'enciclica Humanae Vitae fine anni sessanta che condannava in maniera categorica la contraccezione.
Prima ebbe molti incarichi di prestigio dalla Santa Sede, tra cui preparatore del Concilio Vaticano II, redattore (in parte) della costituzione pastorale  Gaudium et spes.
Si è occupato della Teologia morale contribuendo con molti scritti
Häring fu anche professore in molte università tra cui: l'Università di San Francisco, la Fordham University, Yale, Brown, Temple, ed infine l'Istituto Kennedy per la bioetica della Georgetown University.

## Opere
- "Il Sacro e il bene: rapporti tra etica e religione", Morcelliana, Brescia 1968 [tedesco 1950]
- "La Legge di Cristo. Trattato di teologia morale", Morcelliana, Brescia 1954. 7. ed. 1972.  È la prima summa morale di Haring
- "Sociologia della famiglia" (1954)
- "Confessione e gioia", Edizioni Paoline, Roma 1958  [tedesco 1955]
- "Potenza e impotenza della religione",  Edizioni Paoline, Roma 1958  [tedesco 1956]
- "Il cristiano e l'autorità" (1956)
- "Testimonianza cristiana in un mondo nuovo. Nuovissima teologia morale per laici", Edizioni Paoline, Roma 1960  [tedesco 1958] Breve summa morale
- "Sociologia della famiglia a servizio della teologia e della pastorale",  Edizioni Paoline, Roma 1962  [tedesco 1960]
- "Priorità della pastorale: la famiglia" (1961)
- "Grazia e compito dei sacramenti. Meditazioni", Edizioni Paoline, Roma 1963  [tedesco 1962]
- "Il Vaticano II nel segno dell'unità" (1963)
- "Conferenze di teologia morale" (1963)
- "Parola di Dio e risposta dell'uomo" (1964)
- "Il prete: maestro di moralità" (1964)
- "Problemi attuali di teologia morale e pastorale" (1964)
- "Il cristiano e il matrimonio" (1964)
- "L'amore anima della teologia di oggi" (1965)
- "Il matrimonio nelle prospettive del Concilio Vaticano II" (1966)
- "Verso una teologia morale cristiana" (1966)
- "Il Concilio comincia adesso" (1966)
- "Padre Haring risponde. 50 problemi religiosi e morali risolti da un teologo del Concilio" (1966)
- "La predicazione della morale dopo il Concilio" (1966)
- "Annunciare la gioia" (1967)
- "La dinamica del rinnovamento" (1967)
- "La morale del discorso della montagna" (1967)
- "Il Sacramento della Penitenza" (1967)
- "La trasformazione dell'uomo. Uno studio sulla conversione e la comunità" (1967)
- "Shalom: Pace. Il Sacramento della Riconciliazione" (1967)
- "I religiosi del futuro" (1968)
- "Il Vangelo nella vita cristiana" (1968)
- "Crisi intorno alla 'Humanae vitae' " (1968)
- "Personalismo in teologia e in filosofia" (1968)
- "Il cristiano e il mondo" (1968)
- "Il matrimonio: problema scottante. Problemi e prospettive attuali nella Tradizione e nel Magistero" (1968)
- "Dinamismo della Chiesa in un mondo nuovo. Riflessioni sulla Costituzione 'La Chiesa nel mondo contemporaneo' " (1968)
- "Teologia morale in cammino. Situazione e prospettive nuove" (1969)
- "La masturbazione: riflessioni morali e pastorali" (1970)
- "Teologia della protesta: la speranza tra profezia e contestazione" (1970)
- "La vita cristiana nella luce dei sacramenti" (1970)
- "La morale è per la persona. L'etica del personalismo cristiano" (1971)
- "C'è ancora speranza" (1971)
- "Etica cristiana in un'epoca di secolarizzazione" (1972)
- "Etica medica" (1972)
- "Invito alla preghiera" (1972)
- "Rapporti sessuali prematrimoniali e morale" (1972)
- "Prospettive e problemi ecumenici di teologia morale" (1973)
- "La teologia morale studiata come solidarietà di salvezza in Cristo tra tutti gli uomini" (1973)
- "Morale ed evangelizzazione del mondo di oggi. La morale dell'evangelizzazione e l'evangelizzazione della morale" (1974)
- "Il peccato in un'epoca di secolarizzazione" (1974)
- "Beatitudini. Testimonianza e impegno sociale" (1975)
- "Medicina e manipolazione. Il problema morale della manipolazione medica, comportamentale e genetica" (1975)
- "Preghiera. Integrazione tra fede e vita" (1975)
- "Ho visto la bontà liberatrice. Memorie di un tempo difficile" (1976)
- "Eucaristia: preghiera e vita" (1977)
- "Un mese mariano. 31 brevi meditazioni bibliche" (1977)
- "Liberi e fedeli in Cristo. Teologia morale per preti e laici" (1978-1981). È la seconda summa morale di Haring
- "Commento all'Enciclica di Giovanni Paolo II 'Redemptor hominis' " (1979)
- "Chiamati alla santità. Teologia morale per laici" (1982)
- "Eucaristia e vita. Meditazione sulla celebrazione eucaristica" (1983)
- "Il Sacro Cuore di Gesù e la salvezza del mondo" (1983)
- "Nuove armi per la pace. Ciò che i cristiani oggi possono fare" (1983)
- "Maturità cristiana. Santità nel mondo di oggi" (1983)
- "Proclamare la salvezza e guarire i malati. Verso una visione più chiara di una sintesi fra evangelizzazione e diakonia sanante" (1984)
- "Virtù temporanee ed eterne" (1984)
- "Spiritualità e liberazione in America Latina" (1986)
- "La forza terapeutica della non-violenza. Per una teologia pratica della pace" (1986)
- "Il Vangelo che ci guarisce. Dialoghi sulla non-violenza" (1988)
- "Pastorale dei divorziati: una strada senza uscita?" (1989)
- "Fede, storia, morale" (1989)
- Una fede si racconta. Colloqui con padre Haring" (1989)
- Teologia morale verso il terzo millennio" (1990)
- "La mia Chiesa d'Africa" (1992)
- "Perché non fare diversamente? Perorazione per una nuova forma di rapporti nella Chiesa" (1993)
- "Esperienze di fede nella malattia" (1993)
- "Valentino Salvoldi intervista Bernhard Haring" (1993)
- "È tutto in gioco. Svolta nella teologia morale e restaurazione" (1994)
- "Prego perché vivo, vivo perché prego" (1994)
- "Preti di oggi preti per domani. Quale prete per la Chiesa e per il mondo?" (1995)
- "Tolleranza. Per un'etica di solidarietà e di pace" (1995)
- "Il Padre nostro: lode, preghiera, programma di vita" (1995)
- "Programma per una vita riuscita. Le virtù del cristiano maturo" (1996)
- "La mia speranza per la Chiesa" (1997)
- Libero e fedele. La mia vita nella Chiesa Cattolica" (1997)
- "Haring. Un'autobiografia a mo' di intervista" (1997)
- "Il coraggio di una svolta nella Chiesa" (1997)